# بوبكر بن عكاشة
بوبكر بن عكاشة هو مذيع تونسي قدم برامج في إذاعة موزاييك أف أم ويقدم الآن برنامجا في قناة التاسعة. قدم لسنوات طويلة برنامج «ميدي شو» في موازييك أف أم.

## النشأة والمسيرة
عمل في إذاعة موزاييك أف أم منذ انطلاقتها في 2003 وتم إيقافه عن العمل فيها في يونيو 2018.
 انضم بعد ذلك للهيئة الوطنية لمكافحة الفساد بصفة مستشار. ثم التحق بقناة التاسعة.

## الحياة الشخصية
بوبكر بن عكاشة متزوج.

## أعماله
- ميدي شو، موزاييك أف أم
- على كل لسان، موزاييك أف أم، 2022